# Absent Lovers: Live in Montreal
Absent Lovers: Live in Montreal è un album dal vivo del gruppo musicale britannico King Crimson, registrato nel 1984 e pubblicato nel 1998. È tratto dall'ultimo concerto del tour del 1984, ultimo tour prima delle performance di Thrak dieci anni più tardi.

## Tracce
CD 1
1. "Entry of the Crims" – 6:27
2. "Larks' Tongues in Aspic (Parte III)" – 5:05
3. "Thela Hun Ginjeet"  – 7:07
4. "Red" (Fripp) – 5:49
5. "Matte Kudasai" – 3:45
6. "Industry" – 7:31
7. "Dig Me" – 3:59
8. "Three of a Perfect Pair" – 4:30
9. "Indiscipline" – 8:14

CD 2
1. "Sartori in Tangier" – 4:40
2. "Frame by Frame" – 3:57
3. "Man With an Open Heart" – 3:44
4. "Waiting Man" – 6:26
5. "Sleepless" – 6:08
6. "Larks' Tongues in Aspic (Part II)" (Fripp) – 7:54
7. "Discipline" – 5:04
8. "Heartbeat" – 5:15
9. "Elephant Talk" – 8:56

## Formazione
- Robert Fripp - chitarra
- Adrian Belew - chitarra, batteria, voce
- Tony Levin - basso, Chapman stick, sintetizzatore, voce
- Bill Bruford - batteria, percussioni